# David Jones (atleta)
David Henry Jones (Brookmans Park, 11 marzo 1940 – Maiorca, 1º giugno 2023) è stato un velocista britannico.

## Palmarès
- Giochi olimpici

Roma 1960: bronzo nella staffetta 4×100 metri.